# Nimona
Nimona – amerykański film animowany z 2023 roku w reżyserii Nicka Bruno i Troya Quane'a, zrealizowany na podstawie komiksu pod tym samym tytułem autorstwa ND Stevensona.

## Fabuła
Oskarżony o morderstwo rycerz dąży do tego, by oczyścić swoje imię. Jego nieoczekiwaną sojuszniczką staje się zmiennokształtna Nimona.

## Obsada
- Chloë Grace Moretz jako Nimona
- Riz Ahmed jako Ballister Boldheart
- Eugene Lee Yang jako Ambrosius Goldenloin
- Frances Conroy jako dyrektorka
- Lorraine Toussaint jako królowa Valerin

## Premiera
Premiera filmu odbyła się 14 czerwca 2023 na MFF w Annecy. Obraz wszedł na ekrany wybranych kin w USA 23 czerwca 2023, a tydzień później zadebiutował na platformie streamingowej Netflix.
19 lutego 2024 r. Netflix opublikował film w serwisie YouTube.

## Odbiór
Film został nominowany do Oscara za najlepszy pełnometrażowy film animowany.